# Euproctis hylaea
Euproctis hylaea är en fjärilsart som beskrevs av Collenette 1955. Euproctis hylaea ingår i släktet Euproctis och familjen tofsspinnare. Inga underarter finns listade i Catalogue of Life.